# Степан Бандера
Степан Андријович Бандера (укр. Степан Андрійович Бандера; Стариј Угринов, 1. јануар 1909 — Минхен, 15. октобар 1959) био је украјински политичар и вођа терористичке Организације украјинских националиста. Одговоран је за бројне бруталне злочине почињене над Пољацима и Русима. Залагао се за независност Украјине од СССР, сарађивао је и са Британцима и са нацистима. Убијен је у атентату КГБ у Минхену.

## Дјетињство и младост
Степан Андријович Бандера се родио у западноукрајинском селу Стариј Угринов, у Галицији (данашња Ивано-Франковска област), у породици свештеника Украјинске гркокатоличке цркве. Похађао је Стријску гимназију од 1919. до 1927. године. Године 1928. постао је члан Украјинске војне организације (укр. Української Військової Організації) (УВО). За вријеме студија на Пољопривредном факултету Лавовског универзитета, активно је учествовао у раду украјинских омладинских организација анархистичког типа. Једно вријеме се састајао, са студентском организацијом Група украјинске националистичке омладине (укр. Група Української Націоналістичної Молоді). Касније се прикључио Организацији Украјинских Националиста (укр. Організація Українських Націоналістів) (ОУН), гдје је остварио успјешну политичку каријеру.
Након Првог свјетског рата, када је уговорима Пољској уступљена источна Галиција (данашња западна Украјина), ОУН је дјеловала против пољске државе, због насиља Пољака над Украјинцима. Од 1935. до 1936. године, је против њега вођен судски процес, због организације убиства министра унутрашњих послова Пољске Бронислава Перацкога. Заједно са још 11 другова је осуђен на смрт, али му је касније казна замијењена доживотном робијом. Из затвора излази након њемачке и совјетске окупације Пољске 1939. Никита Хрушчов у својим мемоарима жали што је Бандера пуштен „без детаљне провјере“. ОУН брзо почиње да се организује и у СССР.

## Њемачка и совјетска окупација Пољске
Совјетска тајна полиција је успјела да завади врх ОУН и он се расцјепио на двије фракције ОУН - ОУН-А и ОУН-Б. Једну је предводио пуковник Андреј Мељник, а другу сам Бандера. ОУН Андрије Мељника, није имала много присталица у Западној Украјини, нити Украјини у цјелини. Она је држала под својом командом, веома развијену шпијунску мрежу ОУН, која је дјеловала у бројним земљама, од Аустралије па до Финске и Шведске или на свим континентима. ОУН Степана Бандере је дјеловала на украјинским земљама, нарочито међу младим Украјинцима, ђацима и студентима.

## 1941.
У пролеће 1941. Бандера је одржао састанке са шефовима немачких обавештајних служби, у вези са формирањем батаљона „Нахтігаль“ и „Роланд“. У пролеће те године ОУН је добила 2,5 милиона рајхсмарака за субверзивне активности унутар СССР-а.
Званичници Гестапоа и Абвера заштитили су следбенике Бандере, јер су обе организације намеравале да их користе у своје сврхе.
Дана 30. јуна 1941. године, доласком нацистичких трупа у Украјину, Бандера и ОУН-Б прогласили су независну украјинску државу („Акт обнове украјинске државности“). Ову декларацију пратили су насилни погроми. Неки од објављених прогласа о формирању ове државе кажу да ће „блиско сарађивати са национал-социјалистичком великом Немачком, под вођством свог вође Адолфа Хитлера који формира нови поредак у Европи и свету и који је помажући украјинском народу да се ослободи московске окупације “. - како је наведено у тексту „ Акта о проглашењу украјинске државности “.
Бандерино очекивање да ће нацистички режим post factum признати независну фашистичку Украјину као савезника Осовине показало се погрешним. 1941. односи између нацистичке Немачке и ОУН-Б покварили су се до те мере да је у нацистичком документу од 25. новембра 1941. године стајало да „... Покрет Бандера припрема побуну у Рајхскомисаријату, чији је крајњи циљ успостављање независне Украјине. Сви функционери Покрета Бандера морају бити одједном ухапшени и, након темељног испитивања, бити ликвидирани ... ". 5. јула Бандера је премештен у Берлин. 12. јула, премијер новоформиране украјинске националне владе, Јарослав Стетско, такође је ухапшен и одведен у Берлин. Иако су пуштени из притвора 14. јула, обојица су морали да остану у Берлину. Гестапо је 15. септембра 1941. ухапсио Бандеру и водеће чланове ОУН.

## 1942. до краја рата
Десеткована ОУН је у 1942. почела поново организовано да дјелује. Почело се са стварањем Украјинске Устаничке Армије (УПА). На чело УПА је дошао генерал Роман Шухевич. Недостајало је оружја. Оно је прикупљано на разне начине, преко шверца, отимања од њемачке полиције и нападима на мање њемачке формације. Број војника УПА је растао и прелазио број од стотину хиљада.
На терену Западне Украјине се тад појавила и пољска Армија Крајова. Украјинска УПА је понудила сарадњу али су Пољаци одбили. Нападајући њемачке полицијске јединице УПА је дошла у сукоб са Армијом Крајовом која се појавила као заштитник пољских колониста у Украјини. УПА је нападала пољска села и хтјела да истјера Пољаке из Западне Украјине. Пољаци из квислиншке њемачке полиције и Армије Крајове (раздвојено) су нападали на украјинска села. Вршени су страшни покољи на једној и другој страни. Најжешћи сукоб је био у Волинији.
Нијемцима је одговарао пољско-украјински сукоб. Велики број Украјинаца је отпремљен у концентрационе логоре или на принудни рад у Њемачку. Кад су се у Украјини појавили и совјетски украјински партизани ствар се још више искомпликовала. Борбе су се водиле између Армије Крајове и совјетских партизана и УПА и совјетских партизана, УПА и Армије Крајове и УПА и Нијемаца и АК и Нијемаца. Борбе између УПА и совјетских партизана а касније регуларне совјетске армије су настављене и трајале још и у педесетим годинама, скоро десет година након завршетка Другог свјетског рата.
У јануару 1942, Бандера је пребачен у посебну касарну концентрисаног логора Саксенхаусен за истакнуте политичке затворенике Зелленбау.
У априлу 1944. године, Бандера и његов заменик Јарослав Стетско су се обратили званичнику Главног уреда безбедности Рајха како би разговарали о плановима за диверзије и саботажу против Совјетске армије.
У септембру 1944. Њемачке власти су пустиле Бандеру и вратиле се у Украјину, гдје је пружао отпор и против нациста и против комуниста.

## Послије рата
Према Стефану Дорилу, аутору књиге МИ6: Унутар тајног света тајне обавештајне службе Њеног Величанства, ОУН-Б је поново формиран 1946. године под спонзорством МИ6. Организација је примала одређену подршку од МИ6 од 1930-их. Једна фракција Бандерине организације, повезана са Миколом Лебедом, постала је ближе повезана са ЦИА-ом. Сам Бандера био је мета опсежне и агресивне потраге коју је извео Контраобавештајни корпус (КИК). Описали су га као изузетно опасног. Неке америчке обавјештајне службе, извијестиле су да су га чак чували бивши СС-овци. Његова организација починила је многа кривична дела, укључујући стотине убистава, фалсификовања и отмица. Након што је Баварска државна влада покренула поступак против њега, Бандера је приступио БНД-у нудећи им своје услуге, упркос томе што је ЦИА упозорила западне Нијемце да не сарађују с њим.

## Убиство Степана Бандере
Убијен је по налогу КГБ-а 15. октобра 1959. године у Минхену. Како је утврдио њемачки Федерални Конституциони Суд убиство је извршио Богдан Сташински цијанидним метком. 2005. године бивши начелник КГБ-а Совјетског Савеза Владимир Крјучков признао је да је убиство Степана Бандере било једно од последњих обрачуна са „нежељеним елементима“ насилним методама. Степан Бандера је сахрањен 20. октобра на гробљу Валдфридхоф (Waldfriedhof) у Минхену. Послије његове смрти организацију је водио С. Ленкавски (С. Ленкавский).

## Опречна мишљења о Бандери
Русија (и раније СССР) имају негативан став према УПА и Степану Бандери, сматрајући их сарадницима Њемаца (због борби против совјетских партизана и Црвене армије). Пољска држава такође лоше гледа на УПА, због борби УПА против Армије Крајове и покоља Пољака. (У мају 1941. године, на састанку у Кракову, руководство Бандерове фракције ОУН, усвојило је програм „Борба и деловање за ОУН током рата“ (укр. Боротьба й діяльність ОУН під час війни) - који је изнео планове за активности на почетку нацистичке инвазије на Совјетски Савез и западне територије Украјинске ССР. Одељак Г тог документа - „Директиве за организовање државног живота током првих дана“ (укр. Вказівки на перші дні організації державного життя) - описује активност следбеника Бандере током љета 1941. У пододељку „Мањинска политика“ ОУН-Б је наредио уклањање непријатељских Пољака, Јевреја и Руса депортацијом и уништавањем њихових интелигенција, наводећи даље да „такозвани пољски сељаци морају бити асимиловани“ и да „униште њихове вође“.
Крајем 1942. године, када је Бандера био у њемачком концентрационом логору, његова организација, „Организација украјинских националиста“, умијешана је у масакр Пољака на Волинији, а почетком 1944. етничко чишћење проширило се и на источну Галицију. Процјењује се да је више од 35.000 и до 60.000 Пољака, углавном жена и дјеце, заједно са ненаоружаним мушкарцима, убијено током прољећне и љетње кампање 1943. на Волинији, и до 100.000 ако су други региони (Источна Галиција) укључени.
Када је 13. октобра 2007. откривен споменик Бандери у Лавову, предсједништво „Савеза Пољака Украјине“ је то назвало великом провокацијом.
У Украјини постоје разна мишљења. Дио јавности сматра Бандеру борцем за самосталну украјинску државу, и с тиме оправдава акције УПА против Пољака и Совјета. Исто тако, неки њемачки документи доказују борбе УПА против Њемаца.
2010. предсједник Виктор Јушченко додијелио му је частан назив хероја Украјине, што је проузроковало гњев Руса и Пољака. Одлуку је касније поништио нови председник Виктор Јанукович. У западном украјинском граду Ивано-Франковск у мају 2010., добио је назив почасног грађанина, заједно са Романом Шухевичем.